# George Van Raemdonck
George Van Raemdonck, né le 28 août 1888 à Anvers et mort le 28 janvier 1966 à Boechout (province d'Anvers), est un peintre, caricaturiste, illustrateur et auteur de bande dessinée belge néerlandophone. Connu pour être le premier auteur de bande dessinée belge.

## Biographie
George Van Raemdonck naît le 28 août 1888 à Anvers.
Son père Joseph van Raemdonck, pharmacien de profession, est également un habile dessinateur. Parce que le jeune Van Raemdonck a du talent musical, son père l'envoie au conservatoire pour étudier le violon. Parallèlement il se consacre à la peinture et en 1903, à l'âge de quinze ans, il s'inscrit à l'Académie royale des beaux-arts d'Anvers, où il suit l'enseignement de Franz Courtens et où il reçoit le prix Nicaise De Keyser en 1913. À cette époque, il dessine déjà des illustrations pour divers romans populaires et pour l'hebdomadaire illustré Lange Wapper. Il poursuit sa formation artistique à l’École nationale supérieure des arts d’Anvers de 1908 à 1914.
En raison de la Première Guerre mondiale, il fuit aux Pays-Bas avec son épouse et son enfant le 9 octobre 1914, où il commence à réaliser des dessins politiques pour De Amsterdammer. Son premier dessin de presse La Grosse Bertha, basé sur le canon géant de l'armée allemande, paraît dans De Amsterdammer le 6 décembre 1914.

### Collaboration avec A.M. de Jong
L'écrivain Adrianus Michiel de Jong est impressionné par son travail et lui demande fin 1917 d'illustrer le livre pour enfants Vakantiedagen. Une amitié se noue entre eux. En 1920, il passe à De Notenkraker, pour lequel il réalise de nombreux dessins politiques jusqu'à la fin du magazine en juillet 1936. Dans ce magazine, l'artiste milite contre Hitler et le nazisme depuis 1932.
En 1922, A.M. de Jong l'engage pour réaliser des dessins pour la bande dessinée spinalienne Bulletje en Boonestaak. Cette bande dessinée paraît pendant quinze ans, du 2 mai 1922 au 17 novembre 1937, dans Het Volk et Voorkomst. La bande dessinée est désormais considérée comme un classique, en partie à cause de ses dessins audacieux. Le dessinateur demande régulièrement au scénariste d'apparaître dans ses dessins et ce dernier, à son tour, essaye souvent de l'incorporer dans son texte. Un exemple peut également être le livre Vrolike Stories sous le pseudonyme de Frank van Waes d'A.M. de Jong, avec 62 dessins entre le texte et le dessin de couverture.
La bande de texte Appelsnoet en Goudbaard, une autre de leur collaboration, paraît de 1925 à 1927 dans le magazine Blue Band, une publication du fabricant de la margarine éponyme.
Moins connue est la bande dessinée animalière De Stoute streken van Boefie en Foefie, de rattenbengels, une agréable bande dessinée sur les rats qu'il dessine en 1931 et qui est publiée dans le journal régional Utrechts Nieuwsblad et dans Voorvoor.
En 1928, il retourne en Belgique et il y reprend son activité de peintre, tout en continuant à travailler en étroite collaboration avec De Jong. Celle-ci prend fin brusquement lorsque De Jong est tué pendant la Seconde Guerre mondiale en représailles par des SS néerlandais.

### Collaboration avec Anton Hildebrand
Il réalise les illustrations du livre pour enfants Belfloor en Bonnevue, de twee goede reuzen, écrit par A.D. Hildebrand, publié en 1938 avec 44 dessins. Ensuite, il réalise en 1941 Nieuwe avonturen van Belfloor en Bonnevue, un livre de 46 éditions. Les deux livres sont publiés par la maison d'édition De Arbeiderspers à Amsterdam.

### Collaboration avec Jef Van Droogenbroeck
Après la guerre, une étroite collaboration s'établit en Belgique entre lui et l'écrivain Jef Van Droogenbroeck qui utilise le pseudonyme L. Roelandt, qui aboutit à la bande de textes Tijl Uilenspiegel, une version du personnage folklorique flamand Till l'Espiègle et de sa légende, parue dans le quotidien Vooruit de 1951 à 1953 au rythme de deux tirages par jour. De 1962 à 1965, le journal Vooruit reprend ce strip à raison de quatre images par semaine. Ils réalisent encore ensemble : Tijl Uilenspiegel's grote tocht, une suite de Tijl Uilenspiegel, Smidje Smee et Robinson Crusoë. Toutes ces bandes dessinées sont publiées en albums par les éditions De Vlam à Gand, à l'exception de Tijl Uilenspiegel's grote tocht.

### Période Boechout
En 1947, il s'installe à Boechout, où il vit et travaille rue Docteur Theo Tuts 39 pendant les dernières années de sa vie.
Au coin de sa rue se trouve le Café Sportbors, où il est le bienvenu. Au fil des années, il dessine de nombreuses caricatures et portraits d'habitants de Boechout sur des sous-bocks ». Un livre à ce sujet est publié : Boechoutse Koppen, une ode à l'ouvrier, à l'agriculteur, à l'homme ordinaire.
Durant son séjour à Boechouts, il dessine également en 1958 plusieurs dessins pour le magazine colombophile Duifke lacht, qui paraît également en français sous le titre Pigeon rit. Il sculpte le portrait en relief du compositeur et concitoyen Jef van Hoof, qui fait partie du mémorial de la place Jef Van Hoof à Boechout.

### Décès
Il meurt le 28 janvier 1966 à Boechout, à l'âge de 77 ans. Il est inhumé au cimetière communal de la Hovesesteenweg.

## Œuvre

### Publications en français
- Aventures de Fil-de-fer et Boule-de-gomme, textes : A.M. de Jong (nl), dessins : G. Van Raemdonck, Bruxelles, Maison nationale d'édition L'Églantine, 1926, traduction du néerlandais.

### Expositions
- George van Raemdonck Pionnier de la bande dessinée en Belgique, Centre belge de la bande dessinée, Bruxelles, du 21 décembre 2021 au 12 juin 2022[3],[4].

L'exposition permanente L'Art de la BD du Centre belge de la bande dessinée présente des planches de George Van Raemdonck qui sont issues de la collection du musée en 2024.

## Réception

### Distinctions
- Chevalier de l'ordre de Léopold II[2] ;
- Chevalier de l'ordre de la Couronne[2].

### Postérité
Le parc communal juste en face de son domicile s'appelle désormais « George van Raemdonckpark » et dans ce parc se trouve une statue Bulletje en Boonestaak, une représentation en bronze des deux personnages de bande dessinée vus par l'artiste François Blommaerts. Une plaque de bronze à l'effigie de l'artiste est désormais accrochée sur la façade de sa maison, réalisée par Eric Verlinden, un autre concitoyen. Toujours à Boechout, une avenue porte le nom de l'artiste, « George van Raemdoncklaan ».

Selon Danny De Laet et Thierry Martens : 

« Malgré la présence d'Hergé il faut bien reconnaître que Georges Van Raemdonck [...] sera le premier auteur de BD belge ! »

#### Études
- Danny De Laet et Yves Varende, Au-delà du septième art : histoire de la bande dessinée belge, Bruxelles, Ministère des affaires étrangères, du commerce extérieur et de la coopération au développement, coll. « Chroniques belges » (no 322), 1979, 302 p., ill. ; 22 cm (OCLC 301693218, lire en ligne). .